# Пиотровский, Раймунд Генрихович
Райму́нд (Раймо́нд) Ге́нрихович Пиотро́вский (пол. Rajmund Piotrowski; 17 августа 1922, Русско Краска (Рубежное, УССР) — 4 августа 2009, Санкт-Петербург, Россия) — советский и российский лингвист-романист, специалист в области прикладной и квантитативной лингвистики. Доктор филологических наук, профессор РГПУ имени А. И. Герцена. Научный руководитель группы по созданию многоязыковой коммерческой системы машинного перевода в Советском Союзе.

## Биография
Р. Г. Пиотровский родился 17 августа 1922 года в поселке Русско-Краска (ныне город Рубежное) в Донбассе в семье главного инженера химического предприятия. В 1931 году, после трагической гибели отца, чтобы избежать дальнейших репрессий, семья спешно вернулась в Ленинград. В Ленинграде юноша окончил среднюю школу и в 16 лет поступил на романо-германское отделение филологического факультета Ленинградского государственного университета.
Своими учителями Р. Г. Пиотровский считал таких выдающихся советских филологов, как академики И. И. Толстой, В. Ф. Шишмарёв и Л. В. Щерба, профессора Р. А. Будагов, Л. Р. Зиндер, В. Я. Пропп, Е. А. Реферовская.
После защиты кандидатской диссертации в 1947 году по теме «Язык и стиль Ж. Ж. Руссо в его „Исповеди“», 25-летний учёный возглавил кафедру романской филологии факультета романских языков Ленинградского государственного педагогического института им. А. И. Герцена, одновременно работал деканом факультета романских языков.
В 1956 году защитил в Институте языкознания АН СССР докторскую диссертацию «О формировании определённого артикля в романских языках». С 1957 по 1959 год жил в Кишинёве и занимался вопросами диалектологии и экспериментальной фонетики в Молдавском отделении Института языкознания, затем вернулся в Ленинград и до 1975 года работал в качестве научного сотрудника в Ленинградском отделении Института языкознания АН СССР.
С 1966 года вернулся к преподавательской деятельности на факультете иностранных языков ЛГПИ (РГПУ). Здесь в разные годы он возглавлял кафедру испанского, затем французского языка; также являлся профессором-совместителем кафедр прикладной лингвистики филологических факультетов ряда университетов России: РГПУ им. А. И. Герцена, Челябинского университета, Минского лингвистического университета, Технического университета в Тольятти. Читал курсы: «Введение в языкознание», «История лингвистических учений», «Теория лингвистических автоматов»; в последние годы — курсы сравнительной грамматики романских языков, истории и современных проблем языкознания.
Был председателем, позднее заместителем председателя диссертационного совета Д212.199.17 по присуждению учёной степени доктора филологических наук при РГПУ им. А. И. Герцена (специальности: романские языки, теория языка, структурная и прикладная лингвистика).
Жена — Анна Александровна Пиотровская, инженер-программист; дочери: Вероника — доцент кафедры психиатрии и наркологии СПбГМУ им. И. П. Павлова, Ксения — профессор кафедры методики обучения математики и информатики РГПУ.
Умер 4 августа 2009 года в Санкт-Петербурге. Похоронен на Смоленском православном кладбище.

## Общественная деятельность
В течение последних 20 лет жизни Р. Г. Пиотровский являлся председателем, а затем почётным президентом культурно-просветительского общества «Полония» в Санкт-Петербурге. Он задал на долгие годы программу развития этого общества, задачей которого была реполонизация поляков, живущих в России.
Р. Г. Пиотровский был первым светским лицом, кто в начале 1990-х годов обратился к администрации Санкт-Петербурга с просьбой вернуть римско-католические храмы верующим. Участвовал в первой встрече представителей мировой Полонии со папой Иоанном Павлом II в Риме в 1990 году. Был инициатором и соучредителем Европейского объединения польских организаций.

## Научная деятельность
С 1946 года принимал деятельное участие в ряде диалектологических экспедиций, организуемых Институтом истории, языка и литературы на территории Молдавии, работал над вопросником для Молдавского лингвистического атласа. Это позволило проводить научные исследования с живым романским языком. Научные интересы этого периода были связаны с вопросами сравнительной грамматики и фонетики восточно-романских языков и лингвистической географией. В 1989 году поддержал переход молдавского языка на латиницу.
Ранние работы преимущественно по стилистике французской и провансальской литературы, внёс вклад в развитие таких научных областей как: лингвистическая география, грамматика и стилистика романских языков («О формировании определённого артикля в романских языках»), креолистика, семиотическая теория знака, психиатрическая лингвистика, математическая лингвистика, квантитативная лингвистика.
Основоположник направлений: инженерная лингвистика и лингвистическая синергетика. Выступал за построение новой филологической парадигмы на доказательной основе.
Для проведения лингво-статистических, инженерно-лингвистических, а также разработки моделей автоматического анализа и синтеза текста и практических систем машинного перевода, в 1966 году Р. Г. Пиотровский организовал в ЛГПИ лабораторию инженерной лингвистики, а в 1988 году — лабораторию машинного перевода. В 1980—1990 годах силами этих двух подразделений была создана коммерческая многоязыковая система машинного перевода SILOD/MULTIS. В 1984 году китайско-русский вариант системы был отмечен премией Совета Министров СССР, а в 1990 году СИЛОД был выведен на международный рынок программных продуктов. Некоторые идеи и результаты по созданию систем машинного перевода, выработанные под руководством Р. Г. Пиотровского и его учеников, успешно развиваются компанией ПРОМТ при создании систем машинного перевода с европейских языков на русский и обратно.
Работы этого периода позволили Р. Г. Пиотровскому создать и теоретически обосновать новое направление в языкознании, которое он назвал «Инженерная лингвистика». Термин «инженерная» здесь подчеркивал суть исследований, которые проводились на стыке наук: лингвистики, математики и информатики, и неизменным требованием к которым была реализация конечного результата и доказательность. Занимаясь проблемами автоматической переработки текста, Р. Г. Пиотровский организовал Всесоюзную группу «Статистика речи», филиалы которой работали практически во всех крупных городах бывшего Советского Союза.
Многие годы Р. Г. Пиотровский являлся активным членом международной ассоциации «International Quantitative Linguistics». В области квантитативной лингвистики широко применяется закон Пиотровского (Piotrowski-Gezets, Law of Language Change), описывающий процесс восприятия иноязычных лексических элементов. Этот закон был выведен на основе некоторых теоретических соображений о распространении языковых инноваций любого рода. Он был использован для изучения тенденций развития в русском языке, а также динамики заимствования в немецком и венгерском языках.
Творческое сотрудничество с ассоциацией квантитативной лингвистики позволило осуществить перевод и издание на немецком и английском языках ряда книг профессора в издательстве De Gruyter.
Р. Г. Пиотровский создал на базе РГПУ межвузовский Центр теоретических и прикладных компьютерных исследований в филологии. В рамках центра, научным руководителем которого стал Р. Г. Пиотровский, успешно проводились совместные междисциплинарные исследования со СПИИРАН, Институтом мозга человека РАН и СПбГУ в области лингвистической синергетики и патологии речемыслительной деятельности человека.
В своих последних работах Р. Г. Пиотровский, анализируя основные этапы становления филологии, выделил новый этап в развитии филологической парадигмы, который он назвал синергетическим. Новая синергетическая парадигма филологии характеризуется выявлением скрытых от прямого наблюдения механизмов самоорганизации и саморазвития языковых явлений. В филологии эта новая парадигма опирается на фундаментальные представления о языке как об открытой саморазвивающейся «мягкой» системе. Р. Г. Пиотровский предвидел, что более молодые гуманитарные науки, например, культурология, также изберут подобный путь системных доказательных исследований, базирующихся на методах моделей и гипотез.
Под научным руководством профессора Пиотровского было защищено 134 кандидатских и 14 докторских диссертаций. Автор около 420 научных публикаций, в том числе 25 монографий, основные из которых были переведены в Германии, США, Великобритании и Японии.

## Награды и звания
- Заслуженный деятель науки РСФСР[источник не указан 4791 день];
- профессор Российского государственного педагогического университета им. А. И. Герцена;
- почётный профессор РГПУ им. А. И. Герцена
- первый заграничный член Польской академии наук и искусств с Востока;
- член международной ассоциации «International Quantitative Linguistics»,
- заграничный член академии кибернетики «Одоблежа» (Швейцария, Италия, Румыния);
- академик и член ревизионной комиссии Академии информатизации образования;
- академик Академии гуманитарных наук;
- действительный член Международной академии информатизации;
- почётный профессор Кафедры ЮНЕСКО по компаративным исследованиям духовных традиций, специфики их культур и межрелигиозного диалога на базе Санкт-Петербургского отделения Российского института культурологии[13];
- академик Академии российских немцев.

Активная гражданская позиция профессора Р. Г. Пиотровского была оценена высокими правительственными наградами республики Польша:.
- Офицерский крест ордена Заслуг перед Республикой Польша (1997),
- Командорский крест ордена Заслуг перед Республикой Польша (2002)[15],
- Командорский крест с большой лентой ордена Заслуг перед Республикой Польша (2008)[16].

## Основные работы
- Пиотровский Р. Г. Очерки по грамматической стилистике французского языка. Морфология. М.: Иноиздат, 1956. — 199 с.
- Пиотровский Р. Г. Моделирование фонологических систем и методы их сравнения. — М.; Л., 1966.
- Пиотровский Р. Г. Информационные измерения языка. — Л., 1968.
- Статистика речи. Под ред. Р. Г. Пиотровского и др. — Л.: Наука, 1968.
- Пиотровский Р. Г Теоретическое языкознание и инженерно-прикладная лингвистика // Автоматическая переработка текста методами прикладной лингвистики. — Кишинёв, 1971.
- Пиотровский Р. Г. Лингвистические оценки расхождения близкородственных языков // Вопросы языкознания, 1973, № 5, с. 38.
- Пиотровский Р. Г. Текст, машина, человек. — Л.: Наука, 1975.
- Пиотровский Р. Г., Бектаев К. Б., Пиотровская А. А. Математическая лингвистика. — М., 1977.
- Пиотровский Р. Г. Инженерная лингвистика и теория языка. — Л.: Наука, 1979. — 111 с.
- Статистика речи и автоматический анализ текста. Отв. ред. Р. Г. Пиотровский. — Л., 1980.
- Пиотровский Р. Г. Компьютеризация преподавания языков. — Л.: ЛГПИ, 1988.
- Introduction of Elements of Mathematics to Linguistics. — Bochum: Brockmeyer, 1990.
- Пашковский Р. Э., Пиотровская В. Р., Пиотровский Р. Г. Психиатрическая лингвистика. — СПб.: СПбГУ, Наука, 1994. — 160 с.
- Пиотровский Р. Г. Лингвистический автомат (в исследовании и непрерывном обучении). — СПб., 1999.
- Лингвистический автомат (в исследовании и непрерывном образовании). — СПб.: РГПУ им. А. И. Герцена, 1999.
- Пиотровский Р. Г. Георгий Владимирович Степанов, каким я его помню // Res Philologica II / Филологические исследования: сборник памяти академика Г. В. Степанова. К 80-летию со дня рождения. — СПб.: Петрополис, 2001. — С. 23—34.
- Пиотровский Р. Г., Беляева Л. Н., Зайцева Н. Ю., Романов Ю. В. Работа лингвистического автомата с языками разной типологии // Структурная и прикладная лингвистика. — СПб, 2004.
- Пиотровский Р. Г., Зайцева Н. Ю., Пиотровская К. Р., Романов Ю. В. Языкознание и синергетика // Международная конференция: «Прикладная лингвистика без границ». — СПб, 2004
- Пиотровский Р. Г. Синергетика текста. — Минск: Изд-во МГЛУ, 2005.
- Quantitative linguistics and information theory и Linguistic automaton (совместно с Л. Н. Беляевой), обе работы опубликованы Quantitative Linguistik/Quantitative Linguistics. Ein internationales Handbuch/An International Handbook/Ed. By R. Koehler, G. Altmann, R. Piotrowski. — Berlin; New York: Walter de Gruyter, 2005.
- Пиотровский Р. Г. Лингвистическая синергетика: исходные положения, первые результаты, перспективы. — СПб.: Изд-во СПбГУ, 2006.
- Р. Г. Пиотровский Информационные параметры русского текста // III международный конгресс исследователей русского языка. — М.: МГУ, 2007[17][18].
- Пиотровский Р. Г. Формирование артикля в романских языках. Выбор формы. 2-е изд., испр. и доп. — С.-Пб.: ЛКИ, 2008.
- Пиотровский Р. Г. Системно-семиотический компьютерный анализ и синтез единиц языка и речи. — М.: Изд-во РГПУ, 2008.
- Пиотровский Р. Г. Фундаментальные проблемы современной культурологии. Т. 1—2. — СПб.: СПб отд. РИК, 2008.